# Ranger–9
A Ranger–9 (angolul: útkereső) amerikai űrszonda, amelyet a Ranger-program keretében indítottak, Hold kutató műhold.

## Küldetés
A szondát a NASA Jet Propulsion Laboratoryban fejlesztettek ki. A NASA a Hold látható oldalának módszeres kutatását kezdte meg, amely a Surveyor-programmal, majd a Lunar Orbiter-programmal folytatódott és az Apolló-programmal, a Holdra szállással csúcsosodott ki. A Mariner-program keretében a kifejlesztett rendszert használták.
A sok kudarc miatt a törölték a szeizmométer tartály ledobását, egyszerű művelettel kellett a Holdba csapódnia.

## Jellemzői
1965. március 21-én a Cape Canaveral Air Force Station kilövőállomásról egy 140 tonnás három és fél (indításnál szilárdhajtóanyagú segédrakéták) fokozatú Atlas–Agena B rakétával állították Föld körüli pályára. 185 kilométer magasságú Föld körüli parkolópályán történő repülést követően, az orbitális egység utolsó fokozatának újraindításával sikeresen elérték a második kozmikus sebességet, biztosítva a Hold megközelítését. Hossztengelyében stabilizált, a Hold–Nap összekötő egyenessel párhuzamos volt. Március 23-án a korrekciós manővert biztosító hideggázrakétákkal kiigazították pályaelemét. 2263 kilométer magasságból 19 perc alatt 5814 igen jó minőségű felvételt sikerült továbbítania a földi vevőállomások felé. Az utolsó, értékelhető képet 25 (!) centiméter magasságból szolgáltatta.
64,5 óra repülés után március 24-én az Alplhonsus kráter belsejébe, a tervezett becsapódási helytől 4,5 kilométerrel, 2,67 kilométer/másodperces sebességgel ütközött a Holddal. A becsapódás helye: 12,83°D, 357,63°K, ez az Aphonsus kráterben, a központi csúcs mellett van.
A szondát egy hatszögletű vázra építették. Az energiaellátást kettő napelemtábla (8680 napelemlapocskával), illetve akkumulátorok segítségével (AgZn) biztosította. A testben illetve a tetején levő kúpos műszeres térben helyezték el a vidikon-televíziós kamerákat, az elektronikát és a helyzetszabályzót, a telepeket, a vezérlőegységet, a rádióadókat, a helyzetszabályzó hideggáz tartályt- illetve fúvókát. Egyéb tudományos műszereket nem tartalmazott. Átmérője 1,52 méter, magassága 2,51 méter. A nyitott napelemtáblák 4,57 méterrel növelték meg az átmérőjét. Tömege 366 kilogramm. A rádiókapcsolatot egy kis botantenna és egy, a Földre irányított, 1,2 méter átmérőjű parabolaantenna biztosította.